# منطقة وصاية القدس (إندونيسيا)
منطقة وصاية القدس (بالإندونيسية: Kabupaten Kudus)‏، تلفظ قدوس محليا، هي منطقة وصاية تقع في مقاطعة جاوة الوسطى بإندونيسيا. يقدر عدد سكانها بـ 813,000 نسمة في 2003 ومساحتها 425.17 كم2. عاصمتها مدينة القدس تقع شرق سمارانغ (عاصمة جاوة الوسطى).
كانت تسمى قديما «تاجوق» لكثرة مباني التاجوق بها (التاجوق هي المباني الأسيوية المقدسة هرمية السقف) وكانت أغلبها مباني هندوسية لذلك فهي مدينة مقدسة للهندوس المحليين.
حتى لا يقضي على معنى قدسية المدينة وحرمتها بدل جعفر الصادق عظمة خان (سنن قدوس) -الذي هاجر إلى جاوة وسلطنة ديماك- اسم المدينة إلى اسم القدس (أو قدوس محليا Kudus) مستمد الاسم من مدينة القدس بفلسطين حيث ولد. حيث منحه الحاكم المحلي أراضي بالمنطقة بمواثيق حيث قام بزراعة الأراضي ونشر الإسلام بالمنطقة وبنى مسجد وهو المعروف الآن باسم مسجد منارة قدوس فسنن قدوس يعتبر هو مؤسس المدينة.